# Victor Bruce, 9. Earl of Elgin

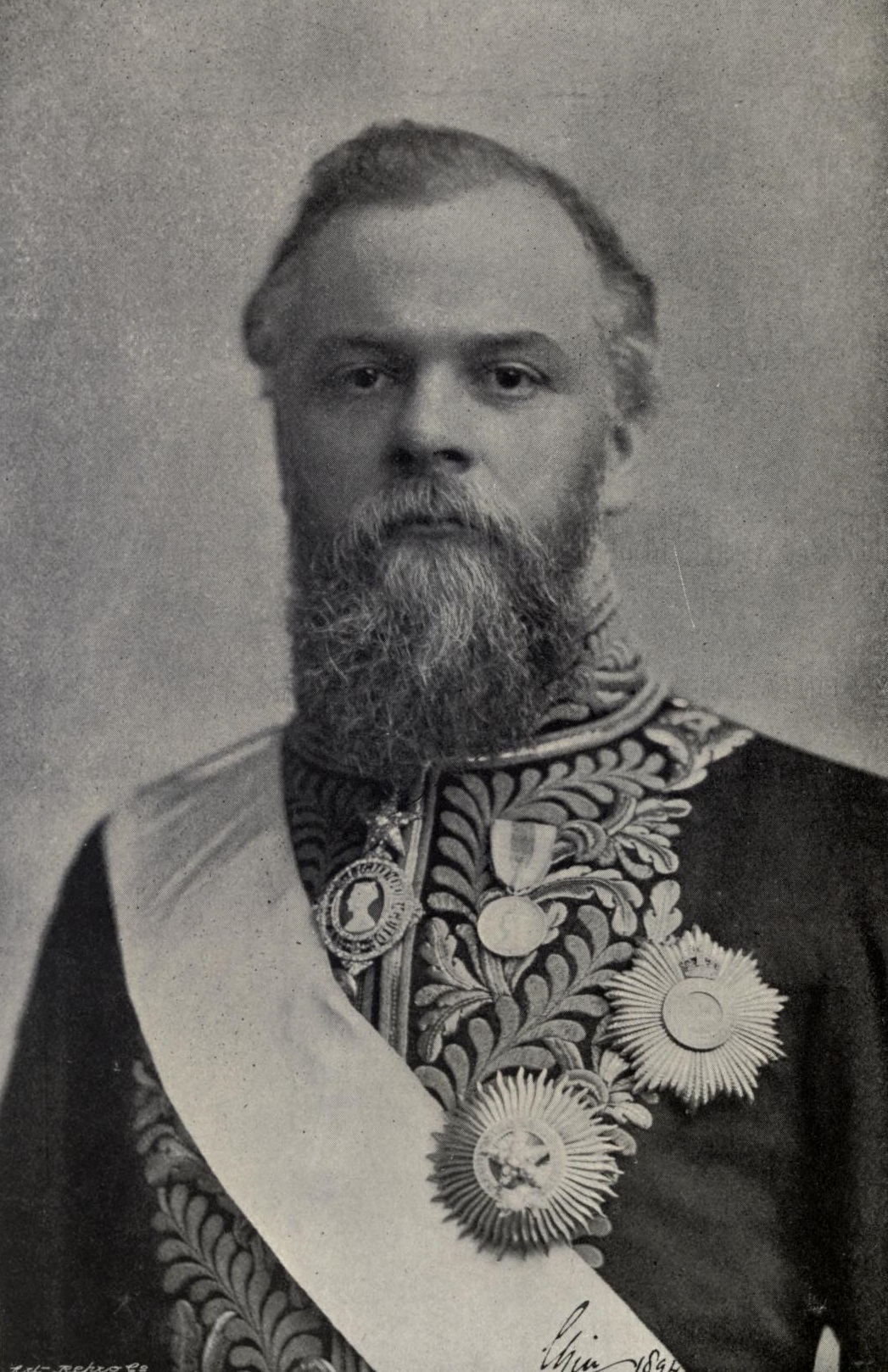
Victor Bruce, 9. Earl of Elgin, 1897

Victor Alexander Bruce, 9. Earl of Elgin, KG, GCSI, GCIE, PC (* 16. Mai 1849 in Montreal; † 18. Januar 1917 in Dunfermline) war ein britischer liberaler Politiker und Staatsmann.

## Leben und Wirken
Er war der älteste Sohn des James Bruce, 8. Earl of Elgin, aus dessen Ehe mit Lady Mary Louisa Lambton, Tochter des John Lambton, 1. Earl of Durham. Als Heir apparent seines Vaters führte er seit Geburt den Höflichkeitstitel Lord Bruce. Er wurde in Montreal geboren, wo sein Vater als britischer Generalgouverneur des Dominions Kanada diente. Er wurde am Trinity College in Glenalmond und am Eton College erzogen und studierte am Balliol College der Universität Oxford.
Er war noch minderjährig, als er 1863, beim Tod seines Vaters, dessen Adelstitel als 9. Earl of Elgin, 13. Earl of Kincardine, 9. Lord Bruce of Kinloss, 13. Lord Bruce of Torry und 2. Baron Elgin erbte. Mit letzterem Baronstitel war ein Sitz im House of Lords verbunden, den er nach Erreichen der Volljährigkeit einnehmen konnte. Seine erste Parlamentsrede hielt er am 5. April 1878.
Seine politische Karriere begann das Mitglied der Liberal Party 1886 als Arbeitskommissar (First Commissioner of Works) und Treasurer of the Household in der Regierung Gladstone. Im selben Jahr wurde er Mitglied des Privy Council und Lord Lieutenant von Fifeshire. Von 1894 bis 1899 amtierte Bruce auf Drängen Gladstones und trotz eigener Vorbehalte und der Skepsis von Königin Victoria als Vizekönig von Indien. Das eher repräsentativ angelegte Amt des Vizekönigs mit seiner verschwenderischen Lebensführung behagte dem eher konservativ-bescheidenen Bruce dabei nur wenig. 1899 kehrte er nach England zurück und wurde dort als Knight Companion in den Hosenbandorden aufgenommen. 1902 bis 1903 war er Vorsitzender des parlamentarischen Untersuchungsausschusses, der die Führung des Zweiten Burenkrieges untersuchen sollte.
Als die Liberalen 1905 in die Regierung zurückkehrten, beabsichtigte Henry Campbell-Bannerman zunächst, Bruce das Amt des Außenministers zu übertragen, einigte sich aber schließlich mit Herbert Henry Asquith, dem Führer des rechten Parteiflügels, dieses mit Edward Grey zu besetzen und Bruce stattdessen das Amt des Kolonialministers (Secretary of State for the Colonies) zu übertragen. Als Unterstaatssekretär wurde ihm dabei der junge Winston Churchill zur Seite gestellt, der mit seiner selbstinszenatorischen Art und seinen vielseitigen Begabungen trotz seines niedrigeren Amtes in der Öffentlichkeit weitaus deutlicher wahrgenommen wurde als sein Vorgesetzter, Bruce. Neben Bruce’ zurückhaltender, fast schüchterner Art – so ist vielfach bezeugt, dass er sich bei Kabinettssitzungen beinahe niemals zu Wort meldete und sich auch nahezu ausschließlich an Gesprächen über sein eigenes Ressort beteiligte – trug seine Positionierung im Oberhaus in entscheidender Weise dazu bei, dass er kein Profil im Unterhaus als der zentralen Bühne der britischen Politik gewinnen konnte. Als Kolonialminister vertrat Bruce eine eher konservative Linie, so opponierte er unter anderem gegen die vom Premierminister Campbell-Bannerman vorgeschlagene großzügige Beilegung der Südafrikanischen Frage, die schließlich zugunsten der Umwandlung der Kolonien in Südafrika in ein Dominion gelöst wurde. 1907 trat Bruce als Gastgeber der Empire Konferenz auf.
1908 zog sich Bruce nach dem Tod Campbell-Bannermans und der Bildung der Regierung Asquith – in der ihm kein Amt angeboten worden war – aus dem öffentlichen Leben zurück.

## Ehen und Nachkommen
1876 heiratete er in erster Ehe Lady Constance Mary Carnegie (1851–1909), Tochter des James Carnegie, 9. Earl of Southesk. Aus dieser Ehe gingen elf Kinder hervor:
- Edward Bruce, 10. Earl of Elgin (1881–1968), ⚭ 1921 Hon. Katherine Elizabeth Cochrane, Tochter des Thomas Cochrane, 1. Baron Cochrane of Cults;
- Hon. Robert Bruce (1882–1959), Major der British Army, ⚭ 1910 Mary Katharine Lindley;
- Hon. Alexander Bruce (1884–1917), District Commissioner in Britisch-Ostafrika;
- Hon. David Bruce (1888–1964), Colonel der British Army, ⚭ 1919 Janet Rawstorne;
- Hon. John Bernard Bruce (1892–1971), Captain der Royal Navy, ⚭ 1923 Helen Rachel Rawstorne;
- Hon. Victor Alexander Bruce (1897–1930), ⚭ 1929 Maud Rudolff Sneddon;
- Lady Elizabeth Mary Bruce (1877–1944), ⚭ 1898 Sir Henry Babington Smith;
- Lady Christian Augusta Bruce (1879–1940), ⚭ 1904 Sir Herbert Kinnaird Ogilvy, 12. Baronet;
- Lady Constance Veronica Bruce (1880–1969);
- Lady Marjorie Bruce (1885–1901);
- Lady Rachel Catherine Bruce (1890–1964), ⚭ 1911 Sir Harry Calvert Williams Verney, 4. Baronet.

1913 heiratete er in zweiter Ehe Gertrude Lilian Sherbrooke († 1971), Witwe des Frederick Charles Ashley Ogilvy. Mit ihr hatte er einen Sohn:
- Hon. Bernard Bruce (1917–1983), Captain der British Army, ⚭ (1) 1958–1968 Mary Coxe Humphreys, ⚭ (2) 1970–1976 Georgina Julia Susan Argenti, ⚭ (3) 1976 Mary Patricia Annesley.